# Gūgjeh (ort i Iran)
Gūgjeh (persiska: گوگجِه, گُوجِه, گُوگ تَپِّه, گُگجِه, گُوگجِه, گوگجه) är en ort i Iran.   Den ligger i provinsen Kurdistan, i den nordvästra delen av landet, 400 km väster om huvudstaden Teheran. Gūgjeh ligger 1 954 meter över havet och antalet invånare är 383.
Terrängen runt Gūgjeh är kuperad åt sydväst, men åt nordost är den bergig. Gūgjeh ligger nere i en dal. Runt Gūgjeh är det ganska tätbefolkat, med 56 invånare per kvadratkilometer. Gūgjeh är det största samhället i trakten. Trakten runt Gūgjeh består i huvudsak av gräsmarker.